# Oltre le onde - Shimanami tasogare
Oltre le onde - Shimanami tasogare (しまなみ誰そ彼?, Shimanami tasogare) è un manga a tema LGBT scritto e disegnato da Yūki Kamatani, serializzato dal 2015 al 2018 sulla rivista giapponese HiBaNa e successivamente raccolto in quattro volumi. La divisione J-Pop di Edizioni BD ha tradotto e distribuito un'edizione in italiano del fumetto dal 18 aprile al 19 luglio 2018.

## Trama
Poco dopo essersi trasferito a Onomichi, nella prefettura di Hiroshima, Tasuku Kaname subisce l'outing da parte dei suoi compagni di classe a causa di alcuni porno gay trovati nel suo cellulare. Spaventato e disperato dalla cosa crede che la sua vita sia distrutta e vuole suicidarsi ma, poco prima di farlo, vede una donna misteriosa, Dareka-san, saltare da una finestra di una casa vicina. Una volta raggiunta la trova illesa e lei gli rivela che lo stava osservando e lo convince ad andare in cima a una collina, in un luogo appartato, per ascoltare la sua esperienza. Anche se Takusu non entra nei particolari della sua vita alla fine accetta l'invito di ritornare in quella casa per conoscere altre persone che vivono dei disagi, a causa della società, per come sono.

## Personaggi

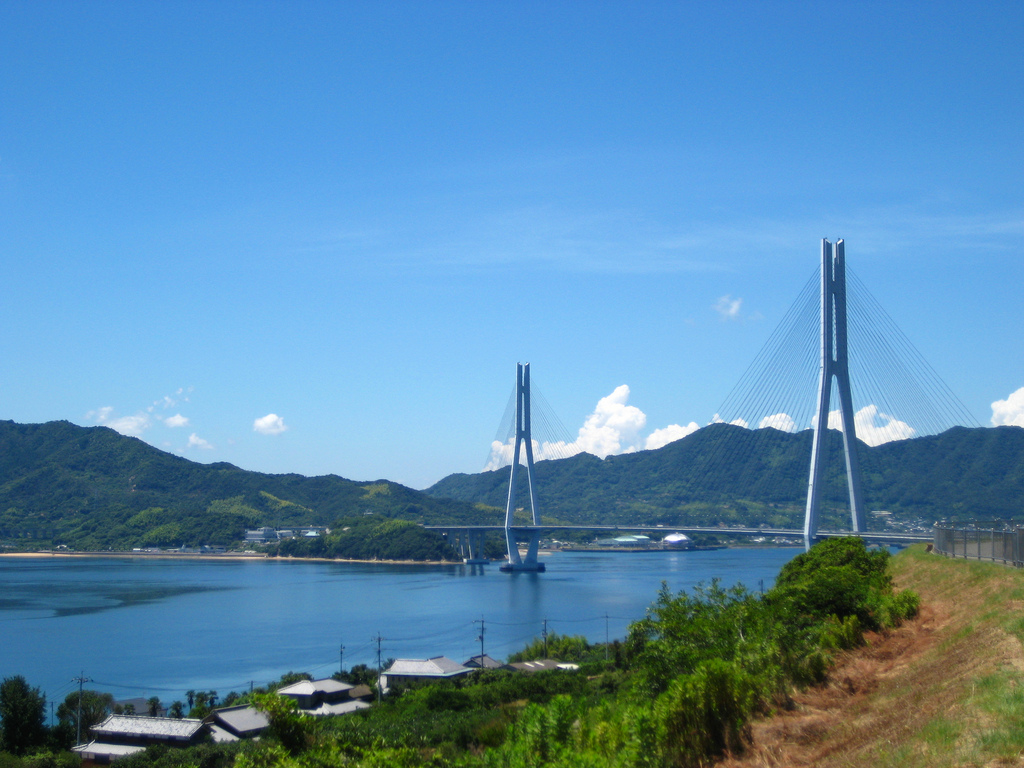
Il Shimanami Bridge, ponte che collega diverse isole del Giappone a Onomichi (dove è ambientato il manga). L'opera prende il suo nome originale da esso.

Tasuku Kaname (要 介?, Kaname Tasuku)
È il personaggio principale della storia. Ama il ping-pong e il soprannaturale e arrivò, in primavera, a Onomichi insieme al fratello e ai genitori. La sua vita viene stravolta quando i suoi compagni di classe scoprono un video pornografico gay sul suo telefono. Mentre tenta di suicidarsi cambia idea quando incontra Dareka-san, la quale lo introdurrà nel "salotto di conversazione". Durante la storia si scopre innanorato di Tōma Tsubaki.
Dareka-san (誰かさん?, Dareka-san)
Nella versione italiana viene chiamata la “Signora Qualcuno.” È la responsabile del "salotto di conversazione" e la sua presenza è quasi mistica. Ha un aspetto androgino e ascolta i vari membri del club per farli sentire meglio. Appare a Tasuku mentre sta per suicidarsi e lo dissuade dal compiere il gesto. È asessuale.
Tachibana (橘?)
Amico e compagno di classe del protagonista. Lui e Tasuku sono nel club di Ping-Pong.
Haruko Daichi (大地 春子?, Daichi Haruko)
È una giovane donna che frequenta regolarmente il salotto di conversazione. È lesbica e vive assieme alla sua fidanzata. Lei e la sua fidanzata hanno molto influenzato Tasuku permettendogli di rendersi conto che una relazione omosessuale è possibile (essendo la loro la prima coppia in quell'ambito che ha incontrato).
Shuuji Misora (美空 秋治?)
È uno studente delle medie che preferisce vestirsi da ragazza quando si trova nel salotto di conversazione. Non è sicuro della propria identità di genere. È cresciuto con la madre single e le sorelle più grandi.
Saki (早輝?)
I genitori di Saki sono proprietari di un bar e lei vive con la sua ragazza, Haruko, che ha incontrato su Twitter grazie a una comunità gay.
Natsuyoshi Utsumi (内海?, Utsumi)
È un uomo transgender membro dell’ "Adunata dei gatti" che va spesso al salotto di conversazione. Prima della sua transizione si chiamava Utsumi Natsumi.
Tchaiko (チャイコ?, Chaiko-san)
È un signore anziano che spesso bazzica il salotto di conversazione e si diverte a suonare musica classica. È omosessuale e il suo compagno è in ospedale a causa di un cancro terminale.
Touma Tsubaki (椿 冬馬?)
Il ragazzo di cui è innamorato Tasuku. È uno studente molto popolare a scuola, è l’asso del club di pallavolo ed insieme al protagonista è un membro dell’associazione per la salute. Amante della ittiologia, nel corso della storia si avvicinerà molto a lui.
Seichirou (?)
È il compagno di Tchaiko da 30 anni e ha un figlio di nome Akira. È in ospedale per cancro terminale.

## Pubblicazione
| Nº | Data di prima pubblicazione | Data di prima pubblicazione | Data di prima pubblicazione | Data di prima pubblicazione |
| Nº | Giapponese                  | Giapponese                  | Italiano                    | Italiano                    |
| -- | --------------------------- | --------------------------- | --------------------------- | --------------------------- |
| 1  | 11 dicembre 2015            | ISBN 978-4091874191         | 18 aprile 2018              | ISBN 978-8832753592         |
| 2  | 12 ottobre 2016             | ISBN 978-4091892768         | 20 giugno 2018              | ISBN 978-8832754919         |
| 3  | 15 novembre 2017            | ISBN 978-4091897404         | 29 agosto 2018              | ISBN 978-8832755367         |
| 4  | 18 aprile 2018              | ISBN 978-4098600403         | 19 luglio 2018              | ISBN 978-8832756258         |

## Interpretazione

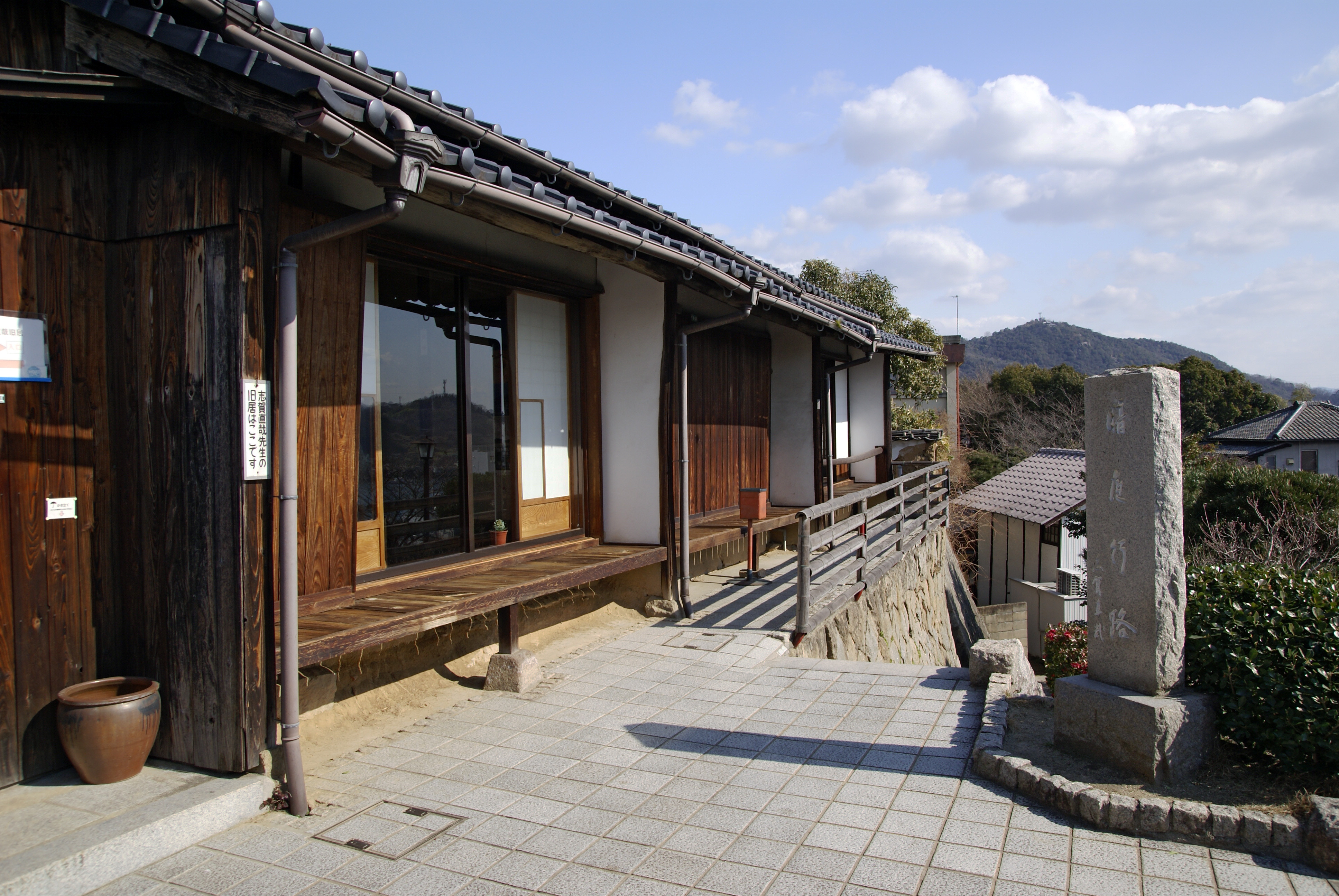
Una location a Onomichi molto simile al salotto di conversazione

Il tema principale del manga è l'accettazione dell'omosessualità e dei membri della comunità LGBT nella società giapponese, un tema caro all'autrice la quale si autodefinisce di "genere neutrale, né maschile né femminile". Il manga tratta anche la discriminazione e le molestie subite dalle persone LGBT; viene specificato come l'autrice ha usato le proprie esperienze adolescenziali di rifiuto, derisione e domande sulla sua identità per questo manga. Inoltre la stessa autrice è di Hiroshima come il giovane Tasuku.
Grazie all'espediente del "salotto di conversazione" l'autrice riflette sul miglior modo possibile che una società può intraprendere per accettare le persone LGBT evidenziando la paura dell'outing.
L'aspetto del rinnovamento dello spirito è evidenziato durante la ristrutturazione delle case abbandonate che coinvolge alcuni dei protagonisti. Infatti, distruggendo queste case, i personaggi simbolicamente mettono fine alla loro vita precedente, distruggendola letteralmente, prima di metterla in ordine (decostruire per ricostruire). Se alcuni personaggi, come Daichi, hanno già vissuto questo processo e l'hanno accettato la storia si incentra su Tasuku che vive appieno questo cambiamento.

## Accoglienza
Il quotidiano francese Le Monde ha dato all'opera un voto di 5/5 descrivendola come una: "pepita bella e sottile che sonda con delicatezza la psiche di Tasuku". Si evidenzia anche che l'introspezione del protagonista sia perfettamente trascritta dal disegno di Yūki Kamatani attraverso le sue tavole frammentate che evidenziano le "schegge dell'anima". Infine viene elogiato il modo in cui le sensazioni d'immersione percepite dal personaggio vengono proposte attraverso dei "paesaggi luminosi, in contrasto con il suo malessere".
Per Erica Friedman questo manga è stato un passo cruciale nella rappresentazione della comunità LGBT in Giappone e ha definito l'opera una "lettura necessaria". Shabana Gupta ha dato a Oltre le onde un punteggio di 8/10 apprezzando, in particolare, la sobrietà e il realismo del manga insieme al simbolismo che l'autore mostra nei suoi disegni.
9ème art ha dato all'opera un voto di 8/10 evidenziando come l'eroe è "terribilmente accattivante" e si sente "perfettamente la tristezza del ragazzo, specialmente quando si rompe il fragile bozzolo che aveva formato intorno a se stesso".
Il sito Manga Sanctuary ha elogiato il fatto che "lo scenario e il soggetto sono perfettamente padroneggiati" con "personaggi accattivanti" e con delle "emozioni trasmesse in modo tale che riescono a destabilizzare tanto il lettore quanto il protagonista".